# وايلي (ناشر)
شركة جون وايلي وأولاده المندمجة (بالإنجليزية: John Wiley & Sons, Inc.)‏، المعروفة باسم وايلي (بالإنجليزية: Wiley، تُلفظ: /ˈwaɪli/)‏، هي شركة نشر أمريكية متعددة الجنسيات تركز على النشر الأكاديمي والمواد التعليمية. أُسِّست الشركة في عام 1807، وتنتج الكتب والمجلات والموسوعات المطبوعة والإلكترونية، بالإضافة إلى المنتجات والخدمات عبر الإنترنت، والمواد التدريبية والمواد التعليمية لطلاب المرحلة الجامعية والدراسات العليا وطلاب التعليم المستمر.

## الروابط الخارجية
- الموقع الرسمي